# Marc Riba i Lázaro
Marc Riba i Lázaro   (Cabrera de Mar, 15 d'abril de 1998) és un pilot de trial català que competeix des del 2014 en el Campionat del món Júnior, actualment enquadrat dins el SPEA RFME Trial Team (l'equip patrocinat per la federació espanyola de motociclisme). Ha estat quatre vegades campió d'Espanya -dues d'elles en categoria TR2 (2015-2016)- i cinc vegades Campió de Catalunya. Des del 2022 competeix en enduro, especialment en la modalitat del Hard Enduro.

## Trajectòria esportiva
Considerat un pilot de gran projecció, Marc Riba viu de fa anys a Centelles, Osona. Fill d'un gran afeccionat al trial, va començar a practicar aquest esport a quatre anys (el 2002) quan li regalaren la seva primera moto, una Clipic 50. Atès que el mínim d'edat exigit per la Federació Catalana de Motociclisme (FCM) per a participar en competicions és de 6 anys, els seus pares varen sol·licitar un permís especial a aquesta entitat perquè en Marc pogués fer-ho tot i tenir-ne només quatre, permís que varen obtenir. Durant anys, Marc Riba compaginà la pràctica del trial amb la de l'hoquei sobre patins.
El 2004 debutà oficialment en el Campionat de Catalunya per a nens i el 2009, en l'estatal. Des d'aleshores, anà competint regularment en les categories inferiors d'ambdós campionats amb nombrosos èxits fins que, el 2012, Ossa el fitxà per a pilotar la nova Ossa TRi 125 dins l'equip oficial de la marca als Campionats d'Europa, d'Espanya i de Catalunya. La crisi d'aquesta empresa gironina va fer que, d'ençà del 2015, Marc Riba passés a competir de forma semi-privada amb Beta i Gas Gas successivament fins que, a finals de la temporada del 2016, TRRS el fitxà per al seu equip oficial de cara a la temporada següent.

## Palmarès
Font:
A 31 de desembre de 2017
| Any          | Motocicleta  | C. d'Espanya   | C. de Catalunya |
| ------------ | ------------ | -------------- | --------------- |
| 2006         | ?            | -              | 1r Iniciació    |
| 2007         | ?            | -              | 1r Aleví        |
| 2008         | Beta         | -              | 3r Juvenil      |
| 2009         | Gas Gas      | 3r Juvenil 80  | 3r Promo 125    |
| 2010         | Gas Gas      | 4t Juvenil 125 | 7è Cadet        |
| 2011         | Gas Gas      | 2n Juvenil 125 | 4t Cadet        |
| 2012         | Gas Gas      | 1r Cadet       | 1r Promo 125    |
| 2013         | Ossa         | 3r Júnior      | 1r Màster 125   |
| 2014         | Ossa         | 1r Júnior      | 3r              |
| 2015         | Beta         | 1r TR2         | 1r              |
| 2016         | Gas Gas      | 1r TR2         | -               |
| 2017         | TRRS         | 11è            | -               |
| Total títols | Total títols | 4              | 5               |

1. ↑  Al total de títols s'hi compten tots els campionats nacionals, estatals o internacionals guanyats